# Benki Piyãko
Benki Piyãko (ou Benki Pianco, Benki Pianko, Benki Ashaninka), né le 24 février 1974 dans la région de Cruzeiro do Sul, dans l'État de l'Acre, est un indien, chef politique et spirituel amazonien, représentant du peuple Ashaninka. 
Il s’illustre par son combat pour la défense des peuples indigènes d’Amazonie sur les plans politique, économique et culturel, et par ses réalisations qui contribuent à la sauvegarde de l’environnement et de l’écosystème local ainsi qu’à la sensibilisation sur ces sujets à un niveau planétaire.

## Biographie
Benki Piyãko est le fils du cacique (chef indien) de la tribu Ashaninka au Brésil, Antonio Piyãko. Sa mère est blanche, descendante de seringueros (exploitants de caoutchouc). Les Ashaninkas, répartis en Amazonie péruvienne et brésilienne, sont un des peuples indigènes les plus anciens et les plus nombreux de la région. Ils s’illustrent par leur combat réussi pour conserver leurs modes de vie et leurs traditions ancestrales malgré les différentes attaques subies au cours de l’Histoire.
Formé par son grand-père à être le chaman, ou pajé de la communauté (celui qui possède et transmet la connaissance ancestrale du peuple, de ses traditions et de sa médecine), Benki s’engage dès son plus jeune âge aux côtés de son père et de ses frères dans la résistance pacifique à la progression du front pionnier amazonien. 
Il quitte pour la première fois ses territoires en 1992 pour participer à la conférence ECO92 Rio, en tant qu’ambassadeur des peuples autochtones. Il prend alors conscience de l’état de la Nature dans le monde hors de la forêt amazonienne. Ce choc le décide à se lancer dans de grands projets politiques afin que le partage des connaissances de son peuple permette la sauvegarde de l’environnement à un niveau planétaire, en commençant par l’Amazonie.

## Action politique

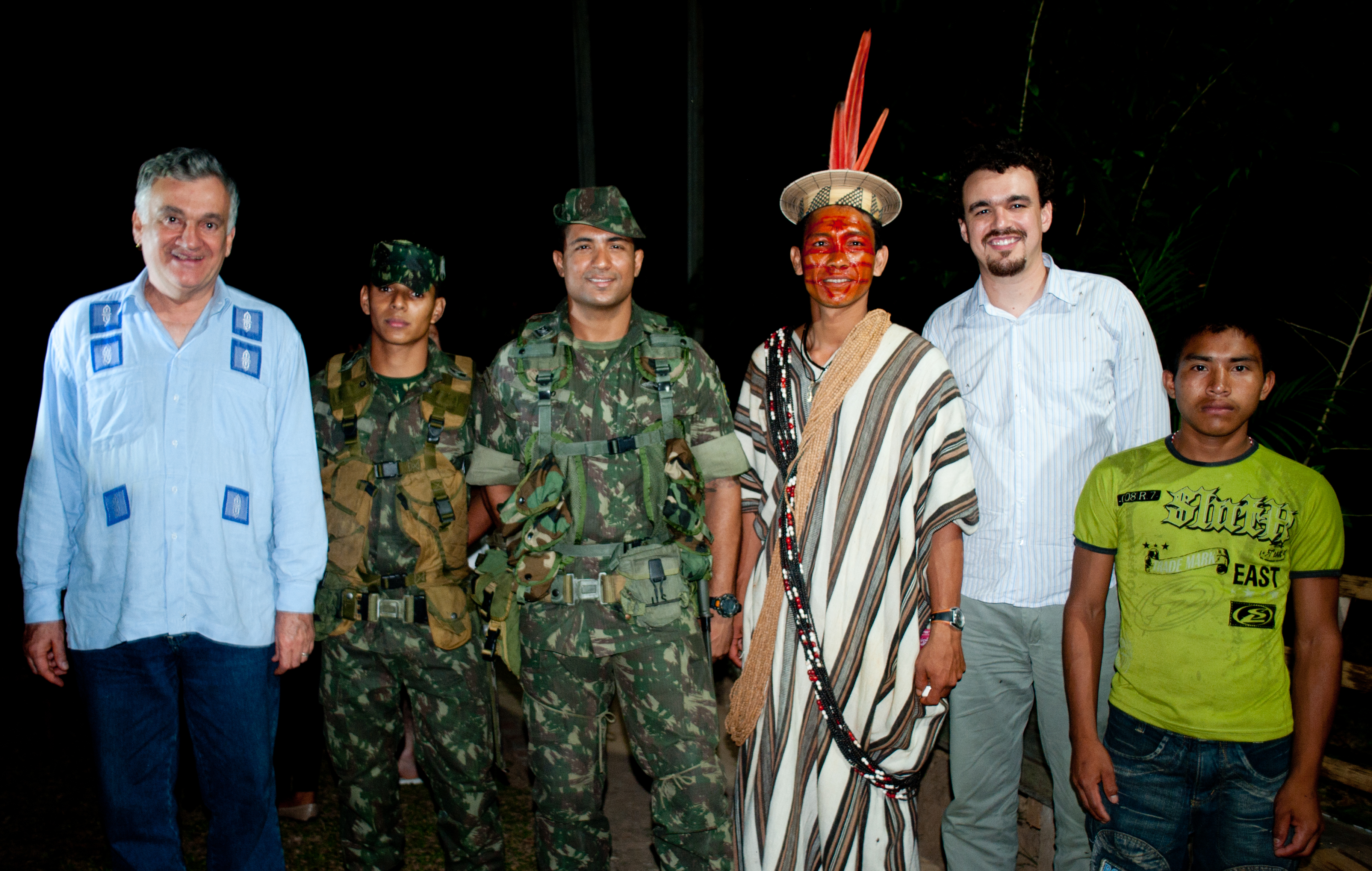

Benki a consacré une grande partie de son action à la sensibilisation politique et aux actions concrètes de sauvegarde de l’environnement, ainsi qu’à la défense des peuples indigènes, de leurs territoires et de leurs traditions.
La région amazonienne de l’Acre est en effet exposée à des menaces diverses : invasions d’exploitants forestiers clandestins et des trafiquants de drogue depuis les années 1980, assimilation des populations indigènes aux activités modernes nocives (déforestation, alcool…), incursions depuis les années 2000 d’entreprises péruviennes sur les Terres Ashaninka…
Benki crée en 1993 l’association Apiwtxa, qui lui permet d’agir sur ces terrains afin de défendre la culture de son peuple et de ses territoires et de préserver la richesse de l’écosystème local. Il développe ainsi des actions de reboisement, accompagnées de la création de systèmes agroforestiers afin de parvenir à l’autonomie aussi bien alimentaire qu’économique des Ashaninkas. Ce plan de développement durable a ensuite pu être transmis et imité par d’autres tribus indigènes, et s’étend aussi aux populations non-indigènes de la région. Il est notamment basé sur la création de la fonction d’AAF (agent agro-forestier) de l’Acre, créée par Benki et dont la formation est assurée par Apiwtxa. Ce nouveau modèle de gestion territoriale et environnementale s’avère être particulièrement efficace en matière d’autonomie économique ainsi que pour la préservation de l’environnement. 
Entre 2005 et 2007, Benki assure la direction du secrétariat à l’environnement de la ville de Marechal Thaumaturgo. 
Une grande partie de l’action de Benki consiste à la sensibilisation sur ces sujets. Il devient au cours de ses années de travail le porte-parole de cette génération d’indigènes soucieuse de défendre son patrimoine et son environnement, au niveau national aussi bien qu’au niveau international. Cela prend forme par la création de ponts entre les modes de vie occidentaux et indigènes, afin d’avancer vers une coopération constructive. Il voyage donc à travers le monde pour répandre son message et trouver des soutiens et des alliés pour la défense de la nature et de l’humain, créant des liens entre les populations autochtones et les gouvernements ou les institutions officielles. Il est reçu en cette qualité à l’Assemblée Nationale française par les députés du Parti écologiste en 2008, et au Sénat en 2016. Il se rapproche également du photographe Sebastião Salgado, lorsque ce dernier réalise une série de photos de la tribu Ashaninka et de la réalisatrice Julie Couturier, qui réalise à son sujet le documentaire "Les Chemins du Retour : episode 1 : Benki Piyako".

## Action environnementale

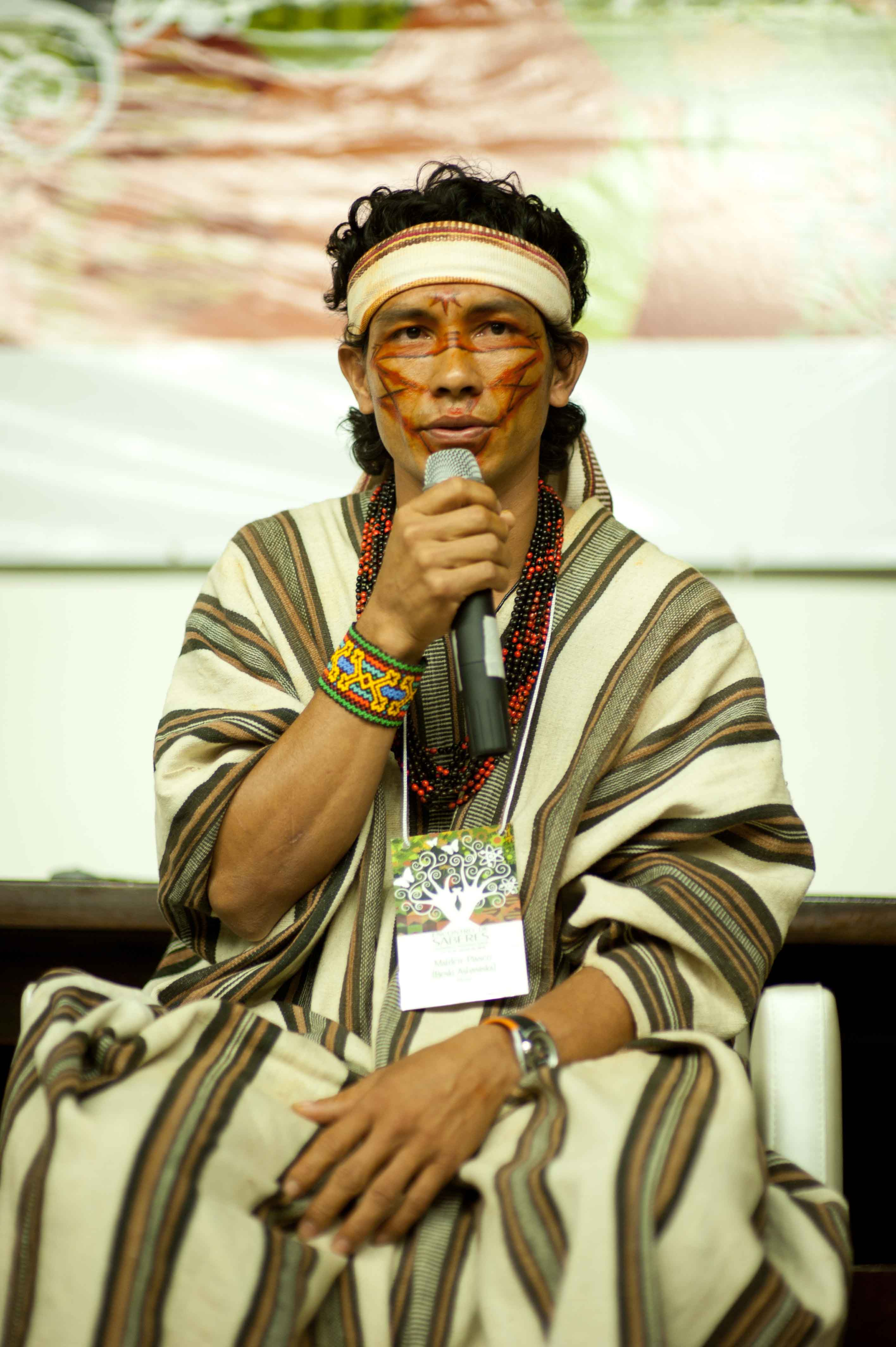

Outre son action politique pour le développement et l’autonomie économique des peuples indigènes et son rôle de représentation internationale de la cause, Benki s’illustre comme un grand défenseur de l’environnement et mène des actions concrètes pour le développement durable.
Il crée ainsi avec Apiwtxa en 2007 l’école Yorenka Atame, qui dispense des formations sur les méthodes traditionnelles de gestion des ressources naturelles, poursuivant ainsi son action concrète de construction d’un plan de développement durable efficace. Ce centre a pour but l’éducation et la responsabilisation des populations traditionnelles de la région. Par cet intermédiaire est mis en place un système innovant de gestion des terres afin de préserver l’écosystème et le mettre en valeur. L’économie régionale est ainsi développée durablement grâce aux savoirs traditionnels alliés à des techniques modernes. 
Depuis sa création, Yorenka Atamé a pu former près de quarante communautés aux systèmes d’agroforesterie, qui profitent à plus de 4 000 personnes. L’école a lancé une grande campagne de reforestation, 2 000 000 arbres ayant déjà été plantés, représentant plus de 160 espèces. Environ 500 jeunes ont participé à ce grand chantier de reforestation toujours en cours, et l’objectif s’étend aux communautés non-indigènes.
En 2017, Benki ouvre dans la ville de Marechal Thaumaturgo le premier supermarché écologique du Brésil, Troc Troc. Celui-ci propose d’échanger les matériaux plastiques, qui seront recyclés, contre de la nourriture.

## Chef spirituel
Benki a été formé par son grand-père Samuel Piyãko à être le pajé de la communauté Ashaninka. Il est celui qui possède la connaissance profonde à la fois des traditions et de la médecine. 
Prenant ce rôle très au sérieux, Benki mène une grande action afin de faire retrouver à son peuple et aux populations indigènes en général leurs traditions et leur relation profonde avec la nature, qui avait été abîmée par la fièvre du caoutchouc et les avancées du capitalisme (déforestation, drogue, etc.). 
Soucieux d’accomplir ce devoir notamment avec les nouvelles générations, il développe des centres pédagogiques qui permettent d’éduquer les populations, les sensibilisant à la défense de leur territoire, à la préservation de leurs écosystèmes sur lesquels se basent leurs savoirs traditionnels, et à la redécouverte de leurs coutumes ancestrales. Il organise aussi des formations à la culture des « blancs » (apprentissage du portugais, Histoire, sciences…) afin de leur permettre de communiquer avec le reste du monde pour défendre leurs droits et leurs croyances.

## Récompenses
- 2004 : Prix national brésilien pour la défense des droits de l’homme, pour sa défense des terres Ashaninka et de la souveraineté nationale[8].
- 2008 : Prix de l’Ordre du Mérite Culturel remis par le Ministre de la Culture du Brésil
- 2012 : Pris E-Brigadiers (reconnaissant les initiatives pour le développement durable) décerné par l’Unesco/Institut-E
- 2013 : Prix des droits de l’homme de la ville de Weimar, pour ses réalisations menant vers la coexistence pacifique entre le peuple Ashaninka et ses voisins blancs[9].
- 2017 : Prix Équateur décerné par le PNUD pour le travail de la communauté Apiwtxa